# Josh Metellus
Joshua „Josh“ Metellus (geboren am 21. Januar 1998 in Pembroke Pines, Florida) ist ein US-amerikanischer American-Football-Spieler auf der Position des Safeties. Er spielte College Football für die University of Michigan und steht seit 2020 bei den Minnesota Vikings in der National Football League (NFL) unter Vertrag.

## College
Metellus besuchte die Charles W. Flanagan High School in seiner Heimatstadt Pembroke Pines, Florida. Dort spielte er Football im Highschoolteam gemeinsam mit dem späteren NFL-Spieler Devin Bush Jr. und wurde dort von dessen Vater Devin Bush Sr., ehemals ebenfalls Spieler in der NFL, trainiert.
Ab 2016 ging Metellus auf die University of Michigan, um College Football für die Michigan Wolverines zu spielen. Dort war er in der ersten Saison zunächst Ergänzungsspieler, zum Saisonabschluss lief er im Orange Bowl erstmals als Starter auf. Bei der Niederlage gegen die Florida State Seminoles erzielte er mit einem Return nach einem geblockten Extrapunkt zwei Punkte für die Defense. Ab 2017 war Metellus Stammspieler für Michigan, dabei verzeichnete er in seinem zweiten Jahr 50 Tackles und fünf abgewehrte Pässe. In der Saison 2018 kam er auf 48 Tackles, zudem fing Metellus drei Interceptions und erzielte dabei einen Interception-Return-Touchdown. In seinem vierten und letzten Jahr für die Wolverines 2019 setzte Metellus 74 Tackles, davon vier für Raumverlust, zudem fing er zwei Interceptions und verhinderte fünf Pässe. Metellus bestritt 47 Spiele für die Wolverines, davon 38 als Starter. Bereits am College wurde Metellus nicht nur als Safety eingesetzt, sondern spielte auch als Cornerback und Outside Linebacker.

## NFL
Metellus wurde im NFL Draft 2020 in der 6. Runde an 205. Stelle von den Minnesota Vikings ausgewählt. Im Rahmen der Kaderverkleinerung auf 53 Spieler vor Saisonbeginn wurde Metellus am 5. September 2020 zunächst entlassen. Am folgenden Tag wurde er in den Practice Squad der Vikings aufgenommen und schließlich am 18. September für den aktiven Kader unter Vertrag genommen. In den folgenden beiden Jahren entwickelte Metellus sich zu einem Schlüsselspieler in den Special Teams in der Vikings. In der Saison 2022 sah er erstmals mehr Spielzeit in der Defense und stand in drei Spielen als Ersatz für den verletzten Harrison Smith in der Startaufstellung. Bei seinem ersten Spiel als Starter gegen die Detroit Lions am dritten Spieltag gelang Metellus seine erste Interception in der NFL. Insgesamt verzeichnete er in seinem dritten Jahr in der NFL 42 Tackles und fünf verhinderte Pässe.
Am 7. September 2023 einigte Metellus sich mit den Vikings auf eine Vertragsverlängerung um zwei Jahre bis 2025 im Wert von bis zu 13 Millionen US-Dollar, davon 6 Millionen garantiert. Metellus machte in der Saison 2023 insbesondere mit seiner positionellen Vielseitigkeit auf sich aufmerksam. Als dritter Safety neben Harrison Smith und Camryn Bynum war Metellus in dieser Saison erstmals Stammspieler, da die Vikings unter dem neuen Defensive Coordinator Brian Flores wesentlich häufiger mit drei Safeties als mit drei Cornerbacks spielten. Neben seiner Position als Safety wurde Metellus gelegentlich aber auch als Cornerback oder Linebacker sowie für einzelne Spielzüge gar in der Defensive Line eingesetzt.

### NFL-Statistiken
| Saison                             | Saison | Spiele | Spiele      | Tackles | Tackles | Tackles | Tackles | Interceptions | Interceptions | Interceptions | Interceptions | Interceptions | Interceptions | Fumbles | Fumbles | Fumbles |
| Jahr                               | Team   | Spiele | als Starter | Gesamt  | Solo    | Ast     | Sacks   | PD            | INT           | Yds           | Lng           | TD            | FF            | FR      | Yds     |         |
| ---------------------------------- | ------ | ------ | ----------- | ------- | ------- | ------- | ------- | ------------- | ------------- | ------------- | ------------- | ------------- | ------------- | ------- | ------- | ------- |
| 2020                               | MIN    | 15     | 0           | 9       | 8       | 1       | 0,0     | 0             | 0             | 0             | 0             | 0             | 0             | 2       | 0       |         |
| 2021                               | MIN    | 16     | 0           | 13      | 8       | 5       | 0,0     | 1             | 0             | 0             | 0             | 0             | 0             | 0       | 0       |         |
| 2022                               | MIN    | 17     | 3           | 42      | 32      | 10      | 0,0     | 5             | 1             | 0             | 0             | 0             | 0             | 0       | 0       |         |
| 2023                               | MIN    | 17     | 17          | 116     | 78      | 38      | 2,5     | 5             | 1             | 43            | 43            | 0             | 4             | 1       | 0       |         |
| 2024                               | MIN    | 17     | 10          | 103     | 63      | 40      | 0,0     | 5             | 2             | 16            | 12            | 0             | 1             | 0       | 0       |         |
| Gesamt                             | Gesamt | 82     | 30          | 283     | 189     | 94      | 2,5     | 16            | 4             | 59            | 43            | 0             | 5             | 3       | 0       |         |
| Quelle: pro-football-reference.com |        |        |             |         |         |         |         |               |               |               |               |               |               |         |         |         |